# Békaszittyó
A békaszittyó (Juncus effusus) az egyszikűek (Liliopsida) osztályának perjevirágúak (Poales) rendjébe, ezen belül a szittyófélék (Juncaceae) családjába tartozó faj.

## Előfordulása
A békaszittyó Európában, Ázsia mérsékelt övi és trópusi területein, valamint Afrikában, Észak-, Közép- és Dél-Amerikában található meg. Ausztráliába, Új-Zélandra és Hawaiira betelepítették ezt a növényfajt.

## Alfajok, változatok
- Juncus effusus subsp. effusus
- Juncus effusus subsp. laxus (Robyns & Tournay) Snogerup
- Juncus effusus subsp. pacificus (Fernald & Wiegand) Piper & Beattie
- Juncus effusus subsp. solutus (Fernald & Wiegand) Hämet-Ahti
- Juncus effusus var. brunneus
- Juncus effusus var. decipiens

## Megjelenése
A békaszittyó 30–100 centiméter magas, kúszó gyöktörzsű, évelő növény. Szárai hengeresek, simák, fényes pázsitzöld színűek, tövükön 5-8 rásimuló, hüvelyszerű allevéllel. Sűrű zsombékokat alkotnak. A szárak bele tömör, folytonos, nem szaggatott. A virágok a szár csúcsán egyenként állnak, de sokágú gomollyá szorulnak össze egy ár alakú, 15–30 centiméter hosszú buroklevél hónaljában, amely látszólag a szár folytatása, és ezáltal a virágzat oldalállásúnak tűnik. A virágtakarót 6 lándzsa alakú, kihegyezett, világoszöld lepellevél alkotja. A virágban 3 porzó és 3 bibe található. A megporzást a szél végzi. A termés barna, tojás alakú tok, mely számos magot tartalmaz. A tok csúcsa kissé bemélyedő.

## Életmódja
A békaszittyó nedves réteken és legelőkön, patakok mentén, lápréteken, liget- és láperdőkben, mészben szegény, de tápanyagban gazdag talajokon nő.
A virágzási ideje júniustól szeptember végéig tart.

## Képek

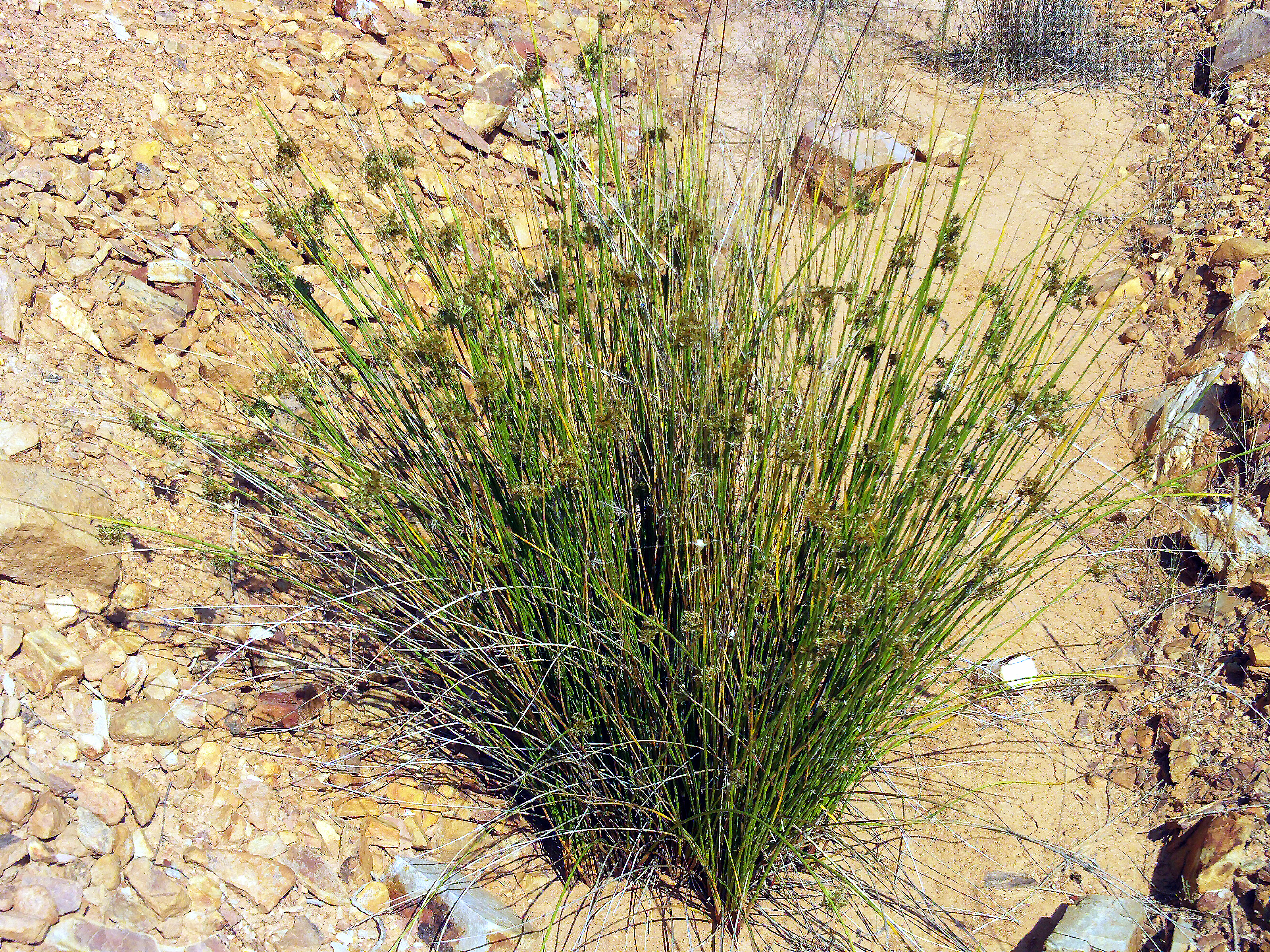
A növény
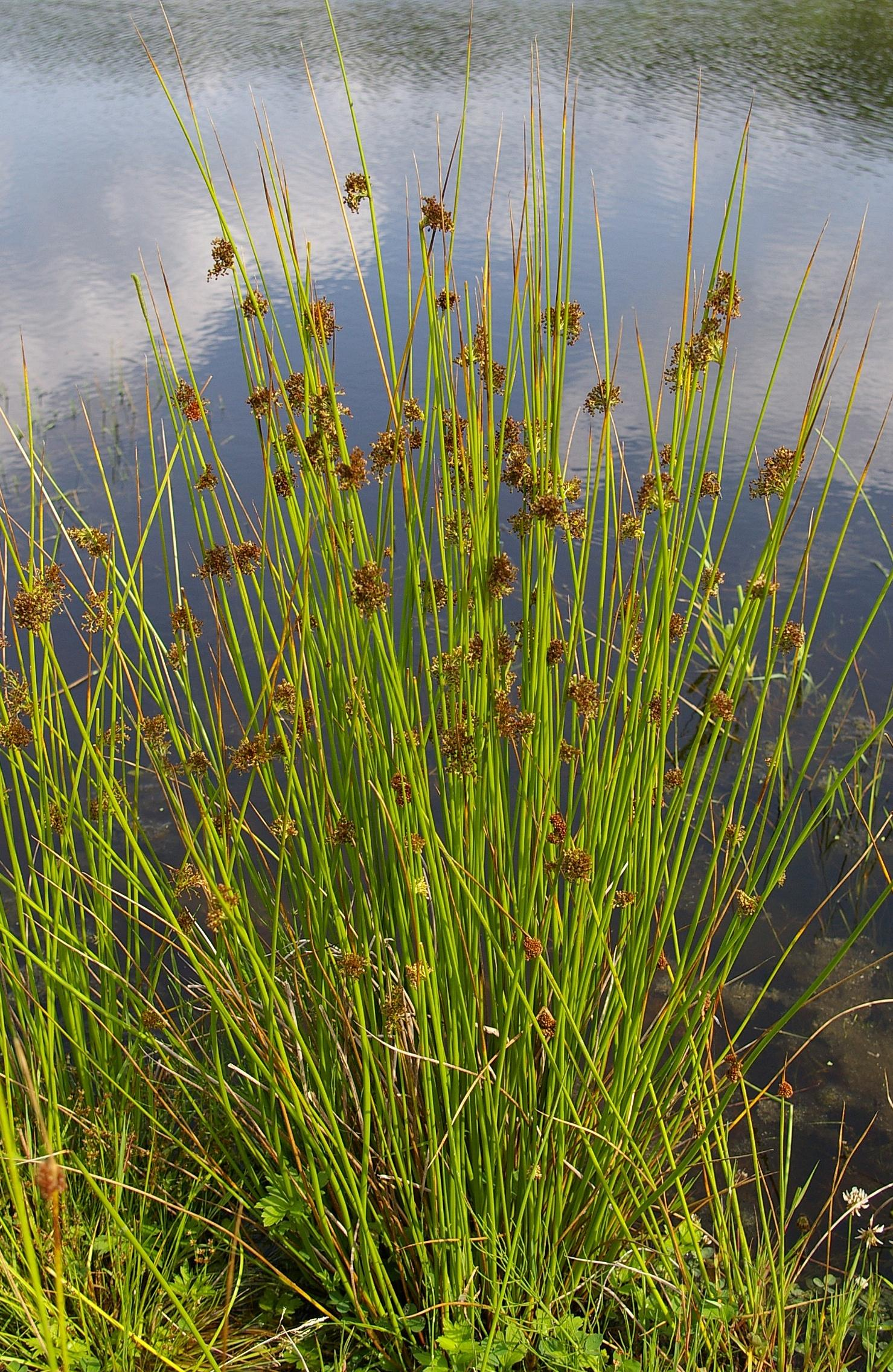
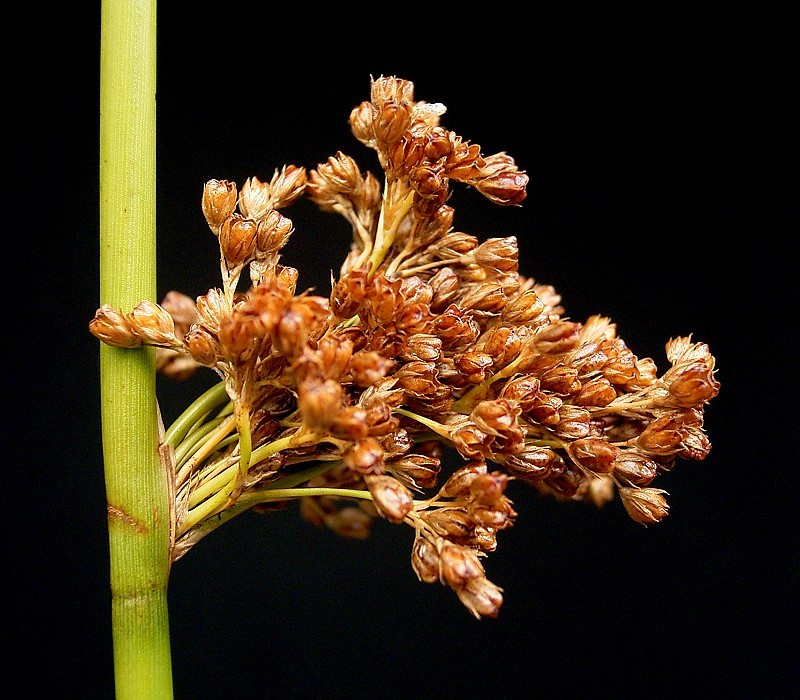
Virágzata
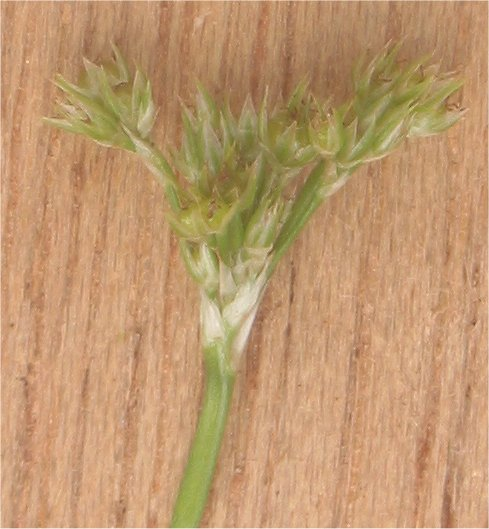
Virágzata közelről
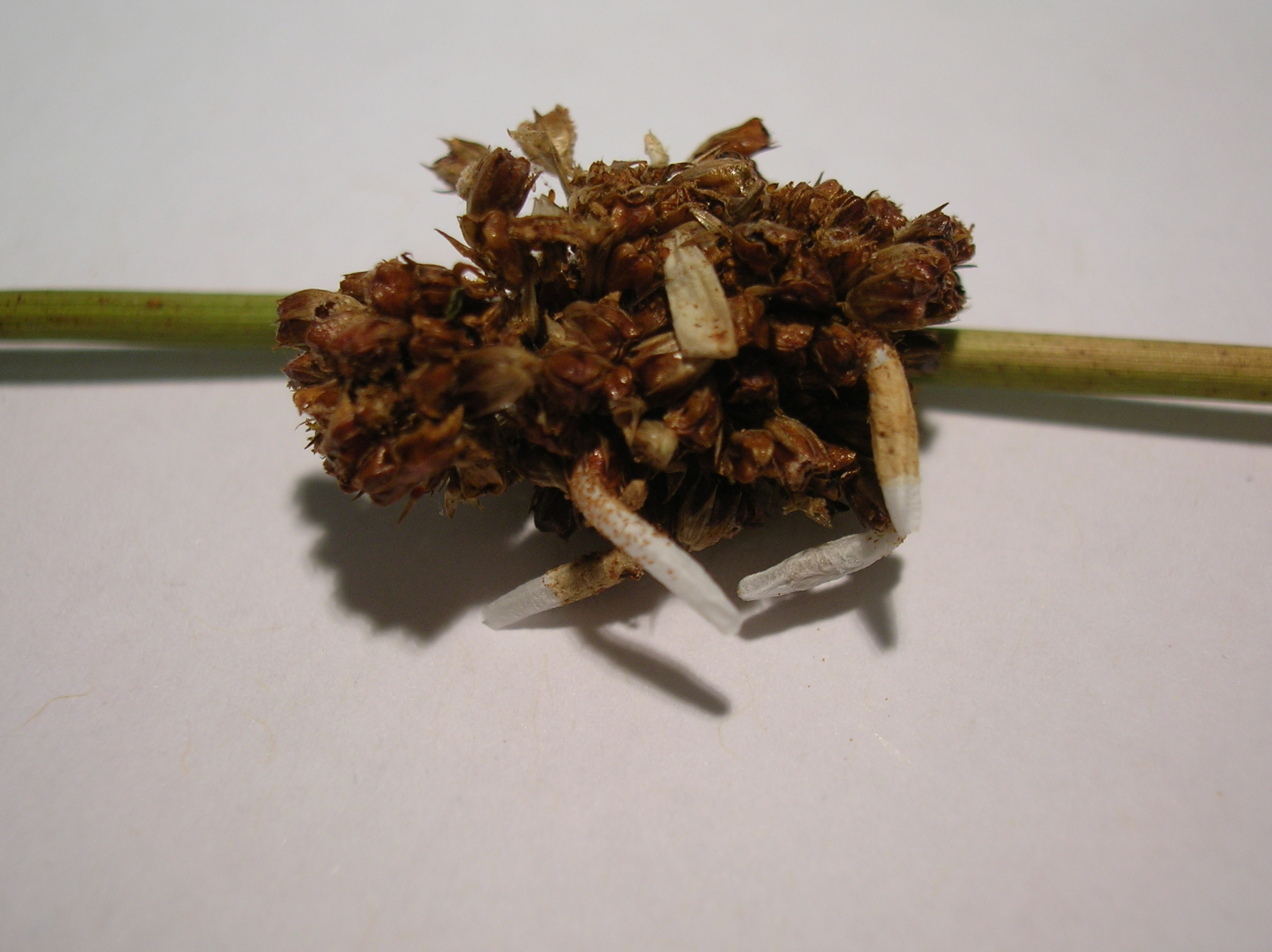
Toktermései Coleophora caespitiella bábokkal
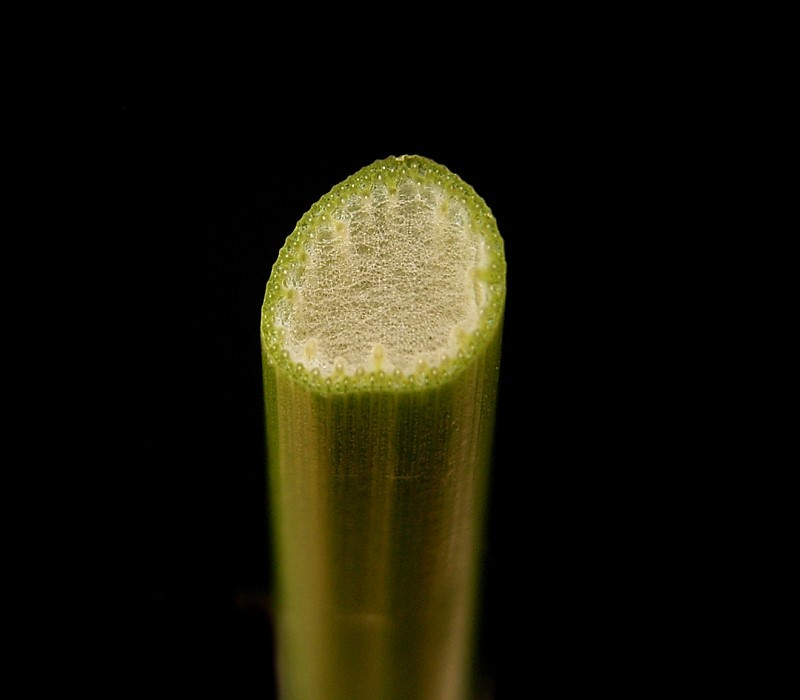
A szár keresztmetszete
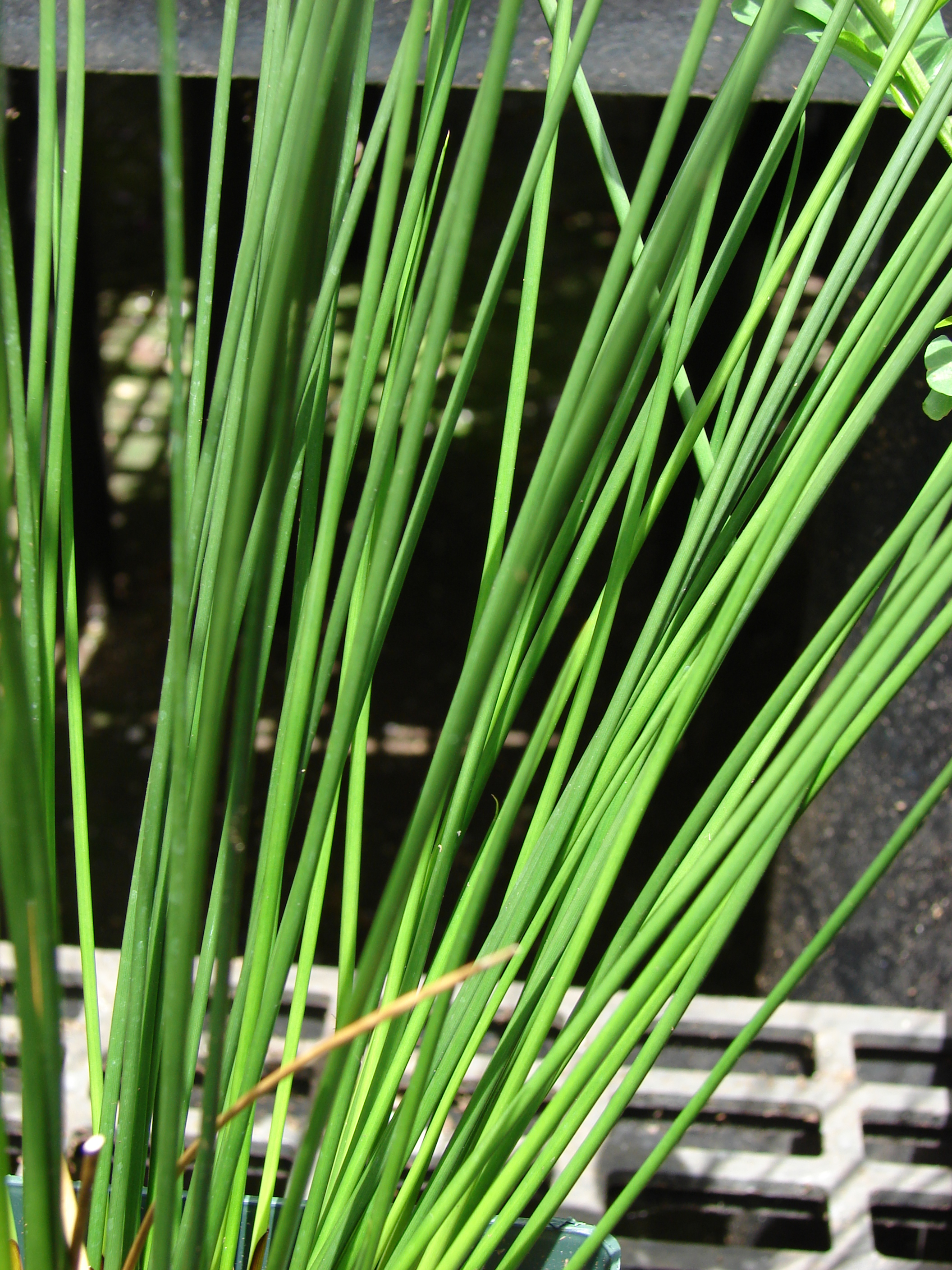
Levelei
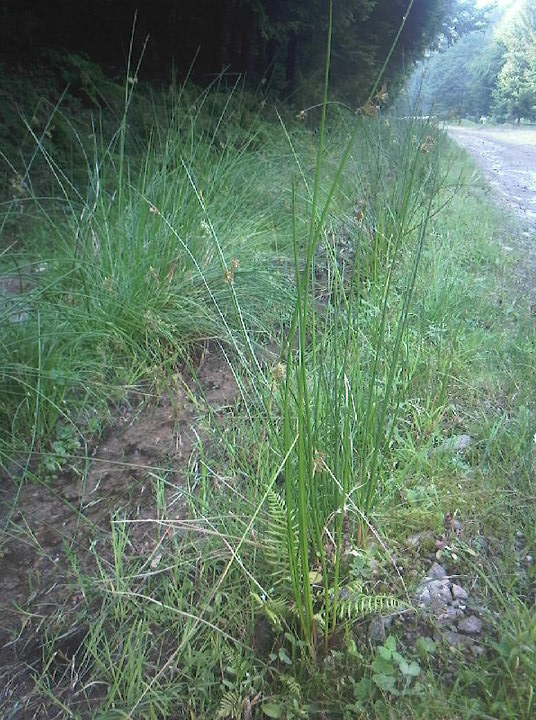
Békaszittyós
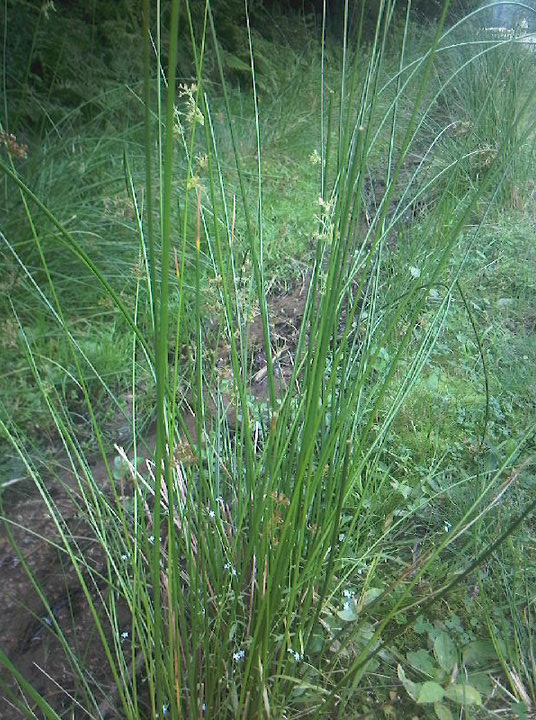
kivirágozva
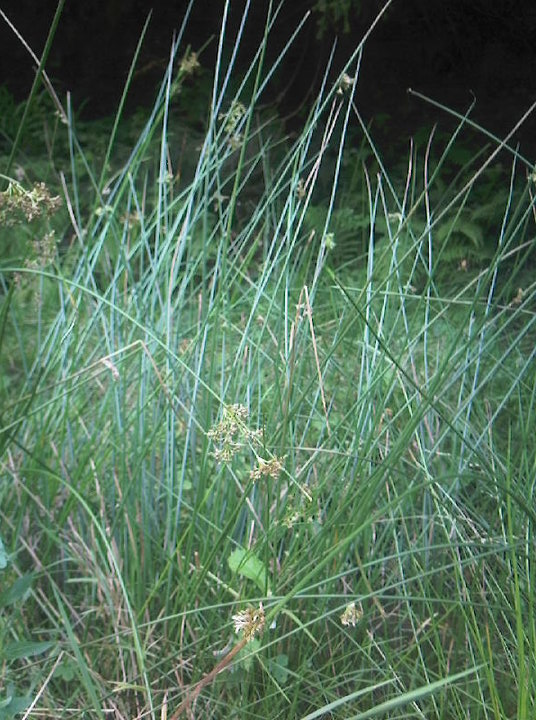
és virágai közelebbről
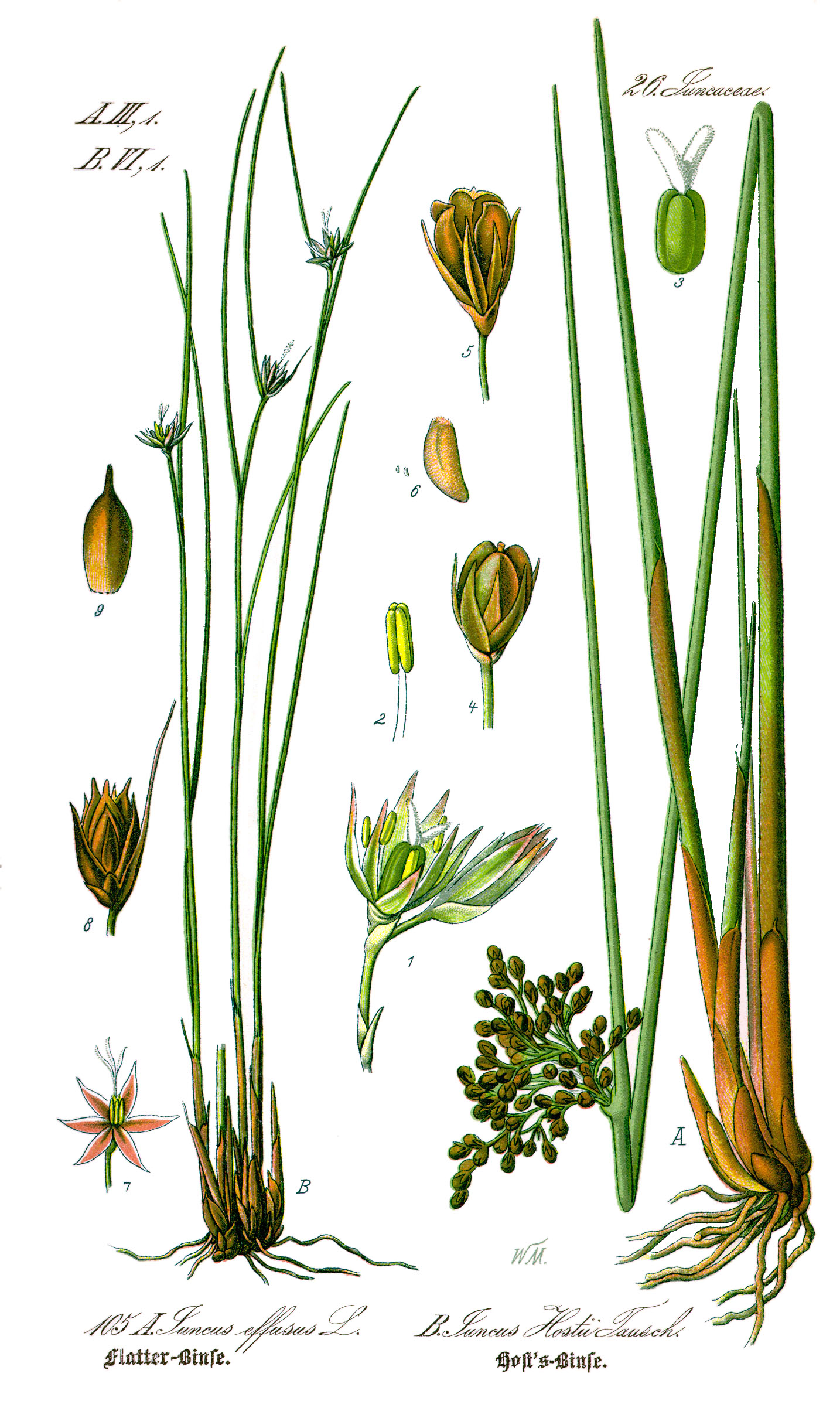
Rajzok a növényről
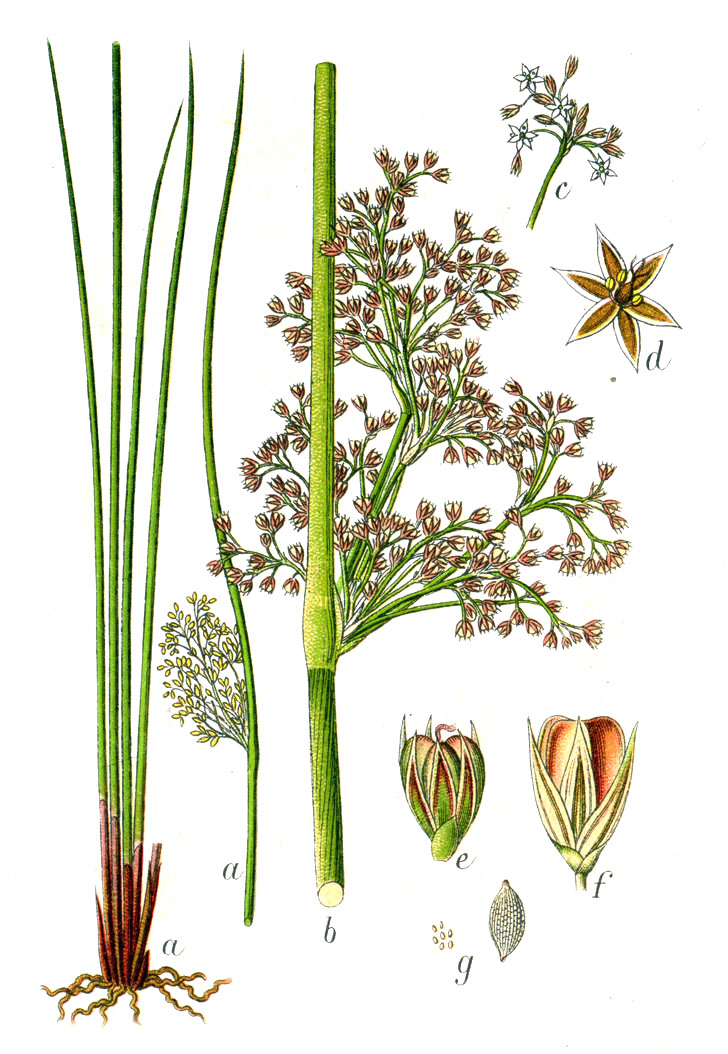